# Yverdon-les-Bains
Yverdon-les-Bains (/ivɛʁdɔ̃ le bɛ̃/, toponimo francese, fino al 1981 Yverdon; in tedesco Iferten, desueto) è un comune svizzero di 29 977 abitanti del Canton Vaud, nel distretto del Jura-Nord vaudois, del quale è il capoluogo; ha lo status di città.

## Geografia fisica
Yverdon-les-Bains si affaccia sull'estrema sponda meridionale del lago di Neuchâtel; si trova a 60 km a sud-ovest di Berna.

## Storia
Città commerciale sin dall'epoca romana (chiamata in latino Eburodunum o Ebredunum), è citata nel resoconto dell'itinerario di Sigerico e rappresentava la LVI tappa (mansio); Sigerico di Canterbury la definì Antifern. Fino al 2008 è stata il capoluogo del distretto di Yverdon; nel 2011 ha inglobato il comune soppresso di Gressy.

### Simboli
Lo stemma di Yverdon-les-Bains è stato approvato con delibera comunale del 24 settembre 1898.
Lo sfondo verde e le fasce ondate rappresenterebbero i prati e i fiumi che li attraversano. La lettera Y è l'iniziale del nome del comune.

## Monumenti e luoghi d'interesse

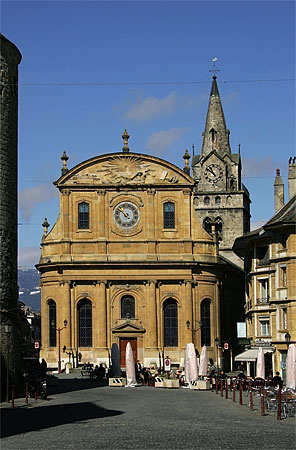
La chiesa di Nostra Signora

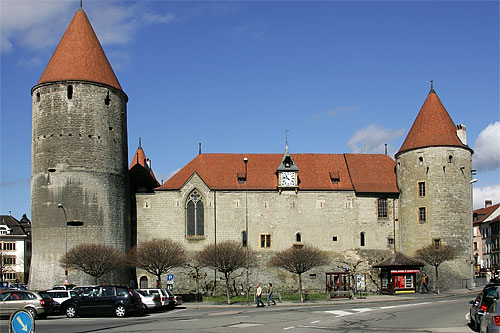
Il castello di Yverdon

Il centro è conosciuto per la sua grande piazza circondata dal tempio, dal castello e dal comune.
- Chiesa riformata di Nostra Signora, attestata dal 1174 e ricostruita nel 1757[1];
- Castello di Yverdon, eretto nel 1258[1] e inserito nella lista dei beni culturali d'importanza nazionale[senza fonte];
- Statua di Johann Heinrich Pestalozzi, nella piazza centrale.

## Società

### Evoluzione demografica
L'evoluzione demografica è riportata nella seguente tabella:
Abitanti censiti

## Infrastrutture e trasporti

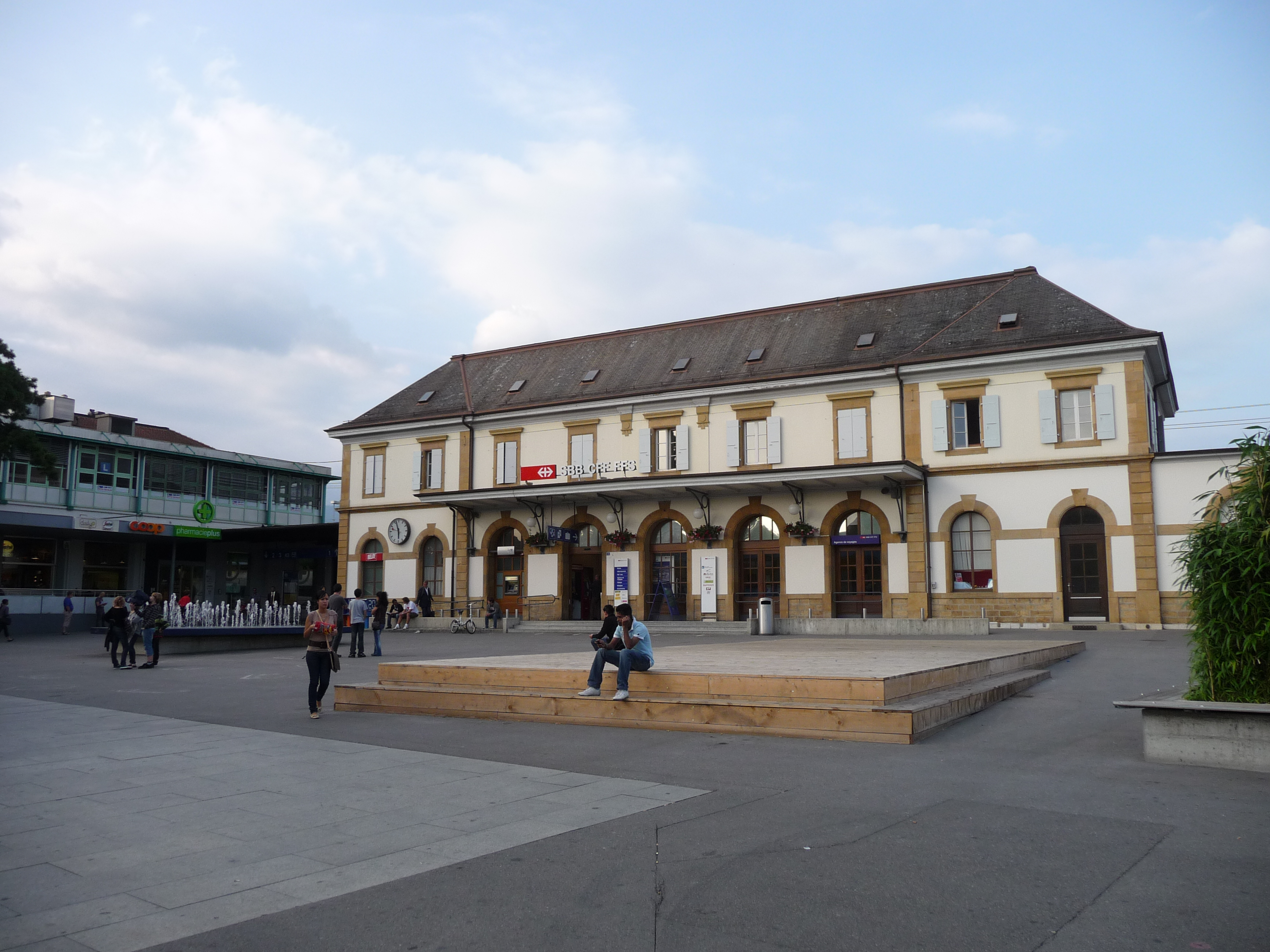
La stazione di Yverdon-les-Bains

Yverdon-les-Bains è un importante nodo stradale e ferroviario; vi ha inizio l'autostrada A5 Yverdon-les-Bains-Luterbach, diramandosi dall'autostrada A1 Bardonnex-Sankt Margrethen.
La stazione di Yverdon-les-Bains è il capolinea della ferrovia Friburgo-Yverdon e della ferrovia Yverdon-Sainte-Croix ed è servita dalla ferrovia Losanna-Olten e dalla linea S1 Grandson-Yverdon-les-Bains-Losanna della rete celere del Vaud.

## Amministrazione
Ogni famiglia originaria del luogo fa parte del cosiddetto comune patriziale e ha la responsabilità della manutenzione di ogni bene ricadente all'interno dei confini del comune.

### Gemellaggi
La città d'Yverdon-les-Bains è gemellata con:
- Nogent-sur-Marne, dal 1964
- Winterthur, dal 1969

## Sport
A Yverdon-les-Bains hanno sede la squadra di football americano Yverdon Ducs e quelle di calcio Yverdon-Sport Football Club e Football Club Yverdon Féminin.